# Amsterdam to Anatolia
Amsterdam to Anatolia è un cortometraggio del 2019 diretto da Susan Youssef.

## Trama
Elissa ha un colpo di fulmine per Marwan, un ragazzo arabo che ha conosciuto in un corso di lingua inglese. La donna, di origine anatolica, indossa la hijab e ha un livido nel volto. Una sera, Elissa invita Marwan nella sua auto ma c'è qualcuno che la sta seguendo.

## Produzione
Il film fu girato a New York e nelle colline circostanti nel mese di febbraio 2018, in una temperatura di -6 °C. Gli attori protagonisti sono entrambi palestinesi.

## Distribuzione
Nel 2019, il film è stato presentato in anteprima mondiale alle Giornate cinematografiche di Cartagine, dove ha concorso per la Palestina. La première statunitense si è svolta online durante la pandemia di COVID-19, come evento speciale promosso dall' Arab American National Museum del Michigan nel quale si celebravano storie di donne e registe arabe cresciute negli Stati Uniti.

## Riconoscimenti
- 2019: Giornate cinematografiche di Cartagine
  - Candidatura al miglior cortometraggio narrativo